# Persone di cognome Hall
| Questa pagina contiene informazioni ricavate automaticamente dalle voci biografiche con l'ausilio del template Bio e di un bot. L'aggiornamento è periodico e automatico e ricostruisce completamente la pagina. Se manca una persona in questa lista, sei pregato di non aggiungerla, ma accertati piuttosto che la sua voce biografica contenga il template Bio e che i dati anagrafici siano correttamente compilati. Se il template Bio manca, inseriscilo tu stesso o, in alternativa, metti l'avviso {{tmp\|Bio}} che ne segnala la mancanza. Se i dati riportati sono sbagliati, correggi direttamente la voce biografica; le modifiche saranno visibili in questa lista entro pochi giorni. Per chiarimenti vedi il progetto antroponimi. La lista contiene solo le 229 persone che sono citate nell'enciclopedia e per le quali è stato implementato correttamente il template Bio. Pagina aggiornata al 7 ago 2025. |

Questa è una lista di persone presenti nell'enciclopedia che hanno il cognome Hall, suddivise per attività principale.

## Allenatori di calcio(3)
- Stewart Hall, allenatore di calcio inglese (n. 1959)
- Paul Hall, allenatore di calcio e ex calciatore giamaicano (Manchester, n. 1972)
- Dick Hall, allenatore di calcio e ex calciatore inglese (Isola di Portland, n. 1945)

## Allenatrici di calcio(1)
- Kathy Hall, allenatrice di calcio e ex calciatrice neozelandese (n. 1956)

## Alpinisti(1)
- Rob Hall, alpinista neozelandese (Christchurch, n. 1961 - Everest, † 1996)

## Antropologi(1)
- Edward T. Hall, antropologo statunitense (Webster Groves, n. 1914 - Santa Fe, † 2009)

## Artisti marziali misti(1)
- Uriah Hall, artista marziale misto giamaicano (Spanish Town, n. 1984)

## Astronomi(1)
- Asaph Hall, astronomo statunitense (Goshen, n. 1829 - Annapolis, † 1907)

## Attori(24)
- Albert Hall, attore statunitense (Brighton, n. 1937)
- Anthony Michael Hall, attore statunitense (Boston, n. 1968)
- Bug Hall, attore statunitense (Fort Worth, n. 1985)
- Brandon Micheal Hall, attore statunitense (Anderson, n. 1993)
- Charlie Hall, attore statunitense (Los Angeles, n. 1997)
- Charlie Hall, attore inglese (Birmingham, n. 1899 - North Hollywood, † 1959)
- Craig Hall, attore neozelandese (Auckland, n. 1974)
- George Hall, attore statunitense (Toronto, n. 1916 - New York, † 2002)
- Henry Hunter Hall, attore statunitense (n. 1997)
- Huntz Hall, attore statunitense (New York, n. 1920 - North Hollywood, † 1999)
- James Hall, attore statunitense (Dallas, n. 1900 - Jersey City, † 1940)
- Jason Dean Hall, attore, sceneggiatore e produttore cinematografico statunitense (Lake Arrowhead, n. 1972)
- Jon Hall, attore statunitense (Fresno, n. 1915 - North Hollywood, † 1979)
- Kevin Peter Hall, attore statunitense (Pittsburgh, n. 1955 - Los Angeles, † 1991)
- Michael C. Hall, attore statunitense (Raleigh, n. 1971)
- Peter Hall, attore e regista inglese (Bury St Edmunds, n. 1930 - Londra, † 2017)
- Philip Baker Hall, attore statunitense (Toledo, n. 1931 - Glendale, † 2022)
- Pooch Hall, attore statunitense (Brockton, n. 1977)
- Porter Hall, attore statunitense (Cincinnati, n. 1888 - Los Angeles, † 1953)
- Robert David Hall, attore statunitense (East Orange, n. 1947)
- Jefferson Hall, attore britannico (Coventry, n. 1977)
- Thurston Hall, attore statunitense (Boston, n. 1882 - Beverly Hills, † 1958)
- Brad Hall, attore, comico e regista statunitense (Santa Barbara, n. 1958)
- Winter Hall, attore neozelandese (Christchurch, n. 1872 - Los Angeles, † 1947)

## Attrici(16)
- Lillian Hall, attrice statunitense (New York, n. 1896 - Los Angeles, † 1959)
- Andrea Hall, attrice statunitense (Milwaukee, n. 1947)
- Beth Hall, attrice statunitense (Bogota, n. 1958)
- Deidre Hall, attrice televisiva e ex modella statunitense (Milwaukee, n. 1947)
- Delores Hall, attrice e cantante statunitense
- Ella Hall, attrice statunitense (Hoboken, n. 1897 - Los Angeles, † 1981)
- Grayson Hall, attrice statunitense (Filadelfia, n. 1922 - New York, † 1985)
- Hanna R. Hall, attrice statunitense (Denver, n. 1984)
- Irma P. Hall, attrice statunitense (Beaumont, n. 1935)
- Juanita Hall, attrice e cantante statunitense (Keyport, n. 1901 - Bay Shore, † 1968)
- Lois Hall, attrice statunitense (Grand Rapids, n. 1926 - Los Angeles, † 2006)
- Natalie Hall, attrice canadese (Vancouver, n. 1990)
- Rebecca Hall, attrice britannica (Londra, n. 1982)
- Regina Hall, attrice statunitense (Washington, n. 1970)
- Ruth Hall, attrice statunitense (Jacksonville, n. 1910 - Glendale, † 2003)
- Diane Keaton, attrice, produttrice cinematografica e regista statunitense (Los Angeles, n. 1946)

## Batteristi(1)
- Willie Hall, batterista statunitense (Memphis, n. 1950)

## Bobbisti(1)
- Brad Hall, bobbista britannico (Crawley, n. 1990)

## Cabarettisti(1)
- Arsenio Hall, cabarettista, attore e personaggio televisivo statunitense (Cleveland, n. 1956)

## Calciatori(17)
- Albert Edward Hall, calciatore inglese (Stourbridge, n. 1882 - Stourbridge, † 1957)
- Alexander Noble Hall, calciatore scozzese (Aberdeen, n. 1880 - Toronto, † 1943)
- Ben Hall, calciatore nordirlandese (Enniskillen, n. 1997)
- Denzel Hall, calciatore olandese (Rotterdam, n. 2001)
- Edward Hall, ex calciatore inglese (Liverpool, n. 1946)
- Fitz Hall, ex calciatore inglese (Walthamstow, n. 1980)
- Freddy Hall, calciatore bermudiano (Saint George, n. 1985 - Saint George, † 2022)
- Willie Hall, calciatore inglese (Newark-on-Trent, n. 1912 - Newark-on-Trent, † 1967)
- Grant Hall, calciatore inglese (Brighton, n. 1991)
- Happy Hall, calciatore bahamense (Nassau, n. 1987)
- Jeff Hall, calciatore inglese (Scunthorpe, n. 1929 - Birmingham, † 1959)
- Jeremy Hall, ex calciatore statunitense (Tampa, n. 1988)
- Johnny Hall, calciatore samoano (n. 1991)
- Karl Hall, calciatore seychellese (Bradford, n. 1988)
- Kole Hall, calciatore bermudiano (n. 1998)
- Lewis Hall, calciatore inglese (Slough, n. 2004)
- Tim Hall, calciatore lussemburghese (Esch-sur-Alzette, n. 1997)

## Canoisti(1)
- Thomas Hall, canoista canadese (Montréal, n. 1982)

## Cantanti(4)
- Adelaide Hall, cantante statunitense (Brooklyn, n. 1901 - Londra, † 1993)
- Lady Saw, cantante giamaicana (n. 1972)
- Terry Hall, cantante e musicista britannico (Coventry, n. 1959 - † 2022)
- Todd Michael Hall, cantante statunitense (Saginaw, n. 1969)

## Cantautori(3)
- Tom T. Hall, cantautore e scrittore statunitense (Tick Ridge, n. 1936 - Franklin, † 2021)
- Aaron Hall, cantautore statunitense (New York, n. 1964)
- Todrick Hall, cantautore, ballerino e personaggio televisivo statunitense (Plainview, n. 1985)

## Cantautrici(1)
- Lani Hall, cantautrice e produttrice discografica statunitense (Chicago, n. 1945)

## Cestiste(2)
- Amber Hall, ex cestista canadese (Windsor, n. 1977)
- Vicki Hall, ex cestista e allenatrice di pallacanestro statunitense (Indianapolis, n. 1969)

## Cestisti(16)
- Josh Hall, cestista statunitense (Greenville, n. 2000)
- Kenny Hall, ex cestista statunitense (Los Angeles, n. 1990)
- Mike Hall, ex cestista statunitense (Chicago, n. 1984)
- Cameron Hall, ex cestista canadese (Hamilton, n. 1957)
- Dale Hall, cestista, giocatore di football americano e allenatore di pallacanestro statunitense (Pittsburg, n. 1924 - Bunnell, † 1996)
- Darius Hall, ex cestista statunitense (Detroit, n. 1973)
- Devon Hall, cestista statunitense (Virginia Beach, n. 1995)
- Donta Hall, cestista statunitense (Luverne, n. 1997)
- Ferrakohn Hall, ex cestista statunitense (Memphis, n. 1990)
- Granger Hall, ex cestista statunitense (Newark, n. 1962)
- Joe Hall, cestista e allenatore di pallacanestro statunitense (Cynthiana, n. 1928 - Lexington, † 2022)
- Jordan Hall, cestista statunitense (Wildwood, n. 2002)
- Langston Hall, cestista statunitense (Atlanta, n. 1991)
- Marcus Hall, ex cestista statunitense (Houston, n. 1985)
- PJ Hall, cestista statunitense (Spartanburg, n. 2002)
- Tyler Hall, cestista statunitense (Rock Island, n. 1997)

## Chimici(1)
- Tracy Hall, chimico e fisico statunitense (Ogden, n. 1919 - Provo, † 2008)

## Chitarristi(1)
- Jim Hall, chitarrista statunitense (Buffalo, n. 1930 - Buffalo, † 2013)

## Ciclisti su strada(1)
- Mike Hall, ciclista su strada britannico (Harrogate, n. 1981 - Canberra, † 2017)

## Comici(1)
- Rich Hall, comico, attore e autore televisivo statunitense (Alexandria, n. 1954)

## Danzatrici(1)
- Andria Hall, ballerina britannica (Grimsby, n. 1956 - † 2025)

## Direttori della fotografia(2)
- Conrad L. Hall, direttore della fotografia statunitense (Papeete, n. 1926 - Santa Monica, † 2003)
- Jess Hall, direttore della fotografia britannico (Birmingham, n. 1971)

## Disegnatori(1)
- Lindsley Foote Hall, disegnatore statunitense (Portland, n. 1883 - † 1969)

## Divulgatrici scientifiche(1)
- Harriet A. Hall, divulgatrice scientifica, medico e blogger statunitense (Saint Louis, n. 1945 - Puyallup, † 2023)

## Drammaturghe(1)
- Katori Hall, drammaturga statunitense (Memphis, n. 1981)

## Drammaturghi(1)
- Lee Hall, drammaturgo, sceneggiatore e librettista britannico (Newcastle upon Tyne, n. 1966)

## Egittologi(1)
- Harry Reginald Hall, egittologo e archeologo inglese (n. 1873 - Londra, † 1930)

## Esploratori(2)
- Basil Hall, esploratore scozzese (Edimburgo, n. 1788 - Portsmouth, † 1844)
- Charles Francis Hall, esploratore statunitense (Rochester, n. 1821 - Groenlandia, † 1871)

## Fisici(3)
- Edwin Hall, fisico statunitense (Gorham, n. 1855 - Cambridge, † 1938)
- John L. Hall, fisico statunitense (Denver, n. 1934)
- Theodore Hall, fisico statunitense (New York, n. 1925 - Cambridge, † 1999)

## Genetisti(1)
- Jeffrey Connor Hall, genetista e biologo statunitense (New York, n. 1945)

## Geologi(2)
- James Hall, geologo e paleontologo statunitense (Hingham, n. 1811 - Bethlehem, † 1898)
- James Hall, geologo scozzese (Dunglass, n. 1761 - Edimburgo, † 1832)

## Ginnasti(1)
- James Hall, ginnasta britannico (Bankstown, n. 1995)

## Giocatori di badminton(1)
- Adam Hall, giocatore di badminton britannico (Irvine, n. 1996)

## Giocatori di curling(1)
- Russell Hall, giocatore di curling canadese (Plattsville, n. 1890 - † 1956)

## Giocatori di football americano(20)
- Breece Hall, giocatore di football americano statunitense (Omaha, n. 2001)
- Bryan Hall, giocatore di football americano statunitense (Carbondale, n. 1988)
- Bryce Hall, giocatore di football americano statunitense (n. 1997)
- Chad Hall, giocatore di football americano statunitense (Atlanta, n. 1986)
- Daeshon Hall, giocatore di football americano statunitense (Seattle, n. 1995)
- Dante Hall, ex giocatore di football americano statunitense (Lufkin, n. 1978)
- Dana Hall, ex giocatore di football americano statunitense (Bellflower, n. 1969)
- Darren Hall, giocatore di football americano statunitense (Baldwin Park, n. 2000)
- DeAngelo Hall, ex giocatore di football americano statunitense (Chesapeake, n. 1983)
- Deiondre' Hall, giocatore di football americano statunitense (Blue Springs, n. 1994)
- Derick Hall, giocatore di football americano statunitense (Gulfport, n. 2001)
- Jaren Hall, giocatore di football americano statunitense (Spanish Fork, n. 1998)
- Justin Hall, giocatore di football americano statunitense (Douglasville, n. 1999)
- Korey Hall, giocatore di football americano statunitense (Glenns Ferry, n. 1983)
- Lamar Hall, giocatore di football americano statunitense (St. Petersburg, n. 1989)
- Leon Hall, giocatore di football americano statunitense (Vista, n. 1984)
- Parker Hall, giocatore di football americano statunitense (Tunica, n. 1916 - Vicksburg, † 2005)
- Logan Hall, giocatore di football americano statunitense (Elgin, n. 2000)
- P.J. Hall, giocatore di football americano statunitense (Seguin, n. 1995)
- Tyler Hall, giocatore di football americano statunitense (Hawthorne, n. 1998)

## Giornaliste(1)
- Tamron Hall, giornalista e conduttrice televisiva statunitense (Luling, n. 1970)

## Greciste(1)
- Edith Hall, grecista britannica (Birmingham, n. 1959)

## Hockeisti su ghiaccio(4)
- Glenn Hall, ex hockeista su ghiaccio canadese (Humboldt, n. 1931)
- Murray Hall, ex hockeista su ghiaccio canadese (Kirkland Lake, n. 1940)
- Adam Hall, ex hockeista su ghiaccio statunitense (Kalamazoo, n. 1980)
- Taylor Hall, hockeista su ghiaccio canadese (Calgary, n. 1991)

## Imprenditori(1)
- Robert M. Hall, imprenditore e editore statunitense (Providence, n. 1909 - † 1998)

## Informatiche(1)
- Wendy Hall, informatica britannica (Londra, n. 1952)

## Informatici(2)
- Jon Hall, programmatore statunitense (n. 1950)
- Tom Hall, informatico statunitense (Wisconsin, n. 1964)

## Ingegneri(2)
- Charles Martin Hall, ingegnere e inventore statunitense (Thompson, n. 1863 - Daytona, † 1914)
- Robert N. Hall, ingegnere e fisico statunitense (New Haven, n. 1919 - Schenectady, † 2016)

## Inventori(1)
- John Hancock Hall, inventore statunitense (Portland, n. 1781 - Moberly, † 1841)

## Linguisti(1)
- Robert Anderson Hall, linguista e critico letterario statunitense (Raleigh, n. 1911 - Ithaca, † 1997)

## Lottatori(1)
- Dennis Hall, lottatore statunitense (Milwaukee, n. 1971)

## Maratoneti(1)
- Ryan Hall, maratoneta e mezzofondista statunitense (Big Bear Lake, n. 1982)

## Matematici(2)
- Marshall Hall, matematico statunitense (Saint Louis, n. 1910 - Londra, † 1990)
- Philip Hall, matematico britannico (Hampstead, n. 1904 - Cambridge, † 1982)

## Mezzofondisti(1)
- David Hall, mezzofondista statunitense (Sherbrooke, n. 1875 - Seattle, † 1972)

## Militari(1)
- Norman J. Hall, militare statunitense (New York, n. 1837 - New York, † 1867)

## Modelle(2)
- Bridget Hall, modella statunitense (Springdale, n. 1977)
- Jerry Hall, ex modella e attrice statunitense (Gonzales, n. 1956)

## Multipliste(1)
- Anna Hall, multiplista statunitense (Highlands Ranch, n. 2001)

## Nuotatori(1)
- Luke Hall, ex nuotatore swati (Lobamba, n. 1989)

## Nuotatrici(1)
- Kaye Hall, ex nuotatrice statunitense (Tacoma, n. 1951)

## Ostacoliste(1)
- Evelyne Hall, ostacolista statunitense (Minneapolis, n. 1909 - Oceanside, † 1993)

## Ostacolisti(1)
- Ervin Hall, ex ostacolista statunitense (Filadelfia, n. 1947)

## Ottici(1)
- Keith Clifford Hall, ottico britannico (Cambridge, n. 1910 - Bergen, † 1964)

## Pallanuotisti(1)
- Gordie Hall, ex pallanuotista statunitense (Long Beach, n. 1935)

## Pallavoliste(1)
- Cecilia Hall, pallavolista svedese (Linköping, n. 1992)

## Pastori protestanti(1)
- Thomas Hall, pastore protestante statunitense (Oxford Township, n. 1750 - Livorno, † 1824)

## Pentatleti(1)
- Lars Hall, pentatleta svedese (Karlskrona, n. 1927 - Täby, † 1991)

## Personaggi televisivi(1)
- Jaida Essence Hall, personaggio televisivo statunitense (Milwaukee, n. 1986)

## Piloti automobilistici(1)
- Jim Hall, ex pilota automobilistico e dirigente sportivo statunitense (Abilene, n. 1935)

## Pittori(1)
- Peter Adolf Hall, pittore svedese (Borås, n. 1739 - Liegi, † 1793)

## Politiche(1)
- Katie Hall, politica statunitense (Mound Bayou, n. 1938 - Gary, † 2012)

## Politici(11)
- Abraham Oakley Hall, politico, scrittore e avvocato statunitense (Albany, n. 1826 - New York, † 1898)
- Benjamin Hall, I barone di Llanover, politico e ingegnere britannico (Abergavenny, n. 1802 - Londra, † 1867)
- Carl Christian Hall, politico danese (Christianshavn, n. 1812 - Frederiksberg, † 1888)
- Floris Adriaan van Hall, politico olandese (Amsterdam, n. 1791 - L'Aia, † 1866)
- John Hall, politico statunitense (Baltimora, n. 1948)
- Kwanza Hall, politico statunitense (Atlanta, n. 1971)
- Luke Hall, politico britannico (Westerleigh, n. 1986)
- Lyman Hall, politico statunitense (Wallingford, n. 1724 - Contea di Burke, † 1790)
- Nathan Kelsey Hall, politico statunitense (Marcellus, n. 1810 - Buffalo, † 1874)
- Ralph Hall, politico e magistrato statunitense (Fate, n. 1923 - Rockwall, † 2019)
- Tony Hall, politico e ambasciatore statunitense (Dayton, n. 1942)

## Psicologi(1)
- Stanley Hall, psicologo e pedagogista statunitense (Ashfield, n. 1846 - Worcester, † 1924)

## Rapper(3)
- Biz Markie, rapper, disc jockey e beatboxer statunitense (New York, n. 1964 - Baltimora, † 2021)
- Lord Finesse, rapper e produttore discografico statunitense (New York, n. 1970)
- Logic, rapper, produttore discografico e scrittore statunitense (Gaithersburg, n. 1990)

## Registi(3)
- Alexander Hall, regista, montatore e attore statunitense (Boston, n. 1894 - San Francisco, † 1968)
- Don Hall, regista e sceneggiatore statunitense (Glenwood, n. 1969)
- Ken G. Hall, regista, produttore cinematografico e sceneggiatore australiano (Sydney, n. 1901 - Sydney, † 1994)

## Registi teatrali(1)
- Edward Hall, regista teatrale e direttore artistico britannico (Londra, n. 1966)

## Rugbisti a 15(2)
- Dougie Hall, rugbista a 15 scozzese (Dingwall, n. 1980)
- Jon Hall, ex rugbista a 15 e imprenditore britannico (Bath, n. 1962)

## Sceneggiatori(2)
- Emmett C. Hall, sceneggiatore statunitense (Talbotton, n. 1882 - Palm Beach, † 1956)
- Willis Hall, sceneggiatore e scrittore britannico (Leeds, n. 1929 - Ilkley, † 2005)

## Sceneggiatrici(2)
- Barbara Hall, sceneggiatrice, produttrice televisiva e scrittrice statunitense (Chatham, n. 1961)
- Christy Hall, sceneggiatrice e regista statunitense

## Scenografi(1)
- Charles D. Hall, scenografo britannico (Norwich, n. 1888 - Los Angeles, † 1970)

## Sciatori freestyle(1)
- Alexander Hall, sciatore freestyle statunitense (Fairbanks, n. 1998)

## Scrittori(7)
- James W. Hall, scrittore statunitense (Kentucky, n. 1947)
- James Norman Hall, scrittore statunitense (Colfax, n. 1887 - Tahiti, † 1951)
- Lawrence Sargent Hall, scrittore e anglista statunitense (n. 1915 - † 1993)
- Manly Palmer Hall, scrittore e mistico canadese (Peterborough, n. 1901 - Los Angeles, † 1990)
- Owen Hall, scrittore, critico teatrale e librettista britannico (Dublino, n. 1853 - Harrogate, † 1907)
- Parnell Hall, scrittore statunitense (Culver City, n. 1944 - † 2020)
- Tarquin Hall, scrittore e giornalista inglese (Londra, n. 1969)

## Scrittrici(5)
- Anna Maria Hall, scrittrice irlandese (Dublino, n. 1800 - † 1881)
- Evelyn Beatrice Hall, scrittrice e biografa britannica (Shooter's Hill, n. 1868 - Wadhurst, † 1956)
- Radclyffe Hall, scrittrice britannica (Bournemouth, n. 1880 - Londra, † 1943)
- Sarah Hall, scrittrice britannica (Carlisle, n. 1974)
- Sarah Vaughan, scrittrice e giornalista britannica (n. 1972)

## Sociologi(1)
- Stuart Hall, sociologo e attivista giamaicano (Kingston, n. 1932 - Londra, † 2014)

## Soprani(1)
- Katie Hall, soprano e attrice teatrale britannica (Oakham, n. 1990)

## Tuffatori(1)
- Samuel Hall, tuffatore e politico statunitense (Dayton, n. 1937 - † 2014)

## Velocisti(4)
- Arman Hall, velocista statunitense (Miami, n. 1994)
- Darnell Hall, ex velocista statunitense (Detroit, n. 1971)
- James Hall, velocista indiano (n. 1903 - Calcutta, † 1929)
- Quincy Hall, velocista e ostacolista statunitense (Kansas City, n. 1998)

## Vescovi anglicani(1)
- Joseph Hall, vescovo anglicano, poeta e scrittore britannico (Ashby-de-la-Zouch, n. 1574 - Heigham, † 1656)

## Violiniste(1)
- Marie Hall, violinista inglese (Newcastle upon Tyne, n. 1884 - Cheltenham, † 1956)

## Wrestler(2)
- Jillian Hall, wrestler e cantante statunitense (Ashland, n. 1980)
- Scott Hall, wrestler statunitense (Contea di Saint Mary, n. 1958 - Marietta, † 2022)

## Senza attività specificata(5)
- Eddie Hall, strongman britannico (Newcastle-under-Lyme, n. 1988)
- Elizabeth Hall, inglese (Stratford-upon-Avon, n. 1608 - Abington, † 1670)
- Henry Hall, britannico (East Stonehouse, n. 1661 - East Stonehouse, † 1755)
- Richard Hall, ufologo statunitense (Hartford, n. 1930 - Brentwood, † 2009)
- Susanna Hall, inglese (Stratford-upon-Avon, n. 1583 - Stratford-upon-Avon, † 1649)